# 1687 Glarona
1687 Glarona è un asteroide della fascia principale del diametro medio di circa 33,93 km. Scoperto nel 1965, presenta un'orbita caratterizzata da un semiasse maggiore pari a 3,1505870 UA e da un'eccentricità di 0,1825715, inclinata di 2,64100° rispetto all'eclittica.
L'asteroide prende il nome dal Canton Glarona, luogo d'origine dello scopritore.